# آر.تی.ای
آر. تی. ای (به انگلیسی: RTÉ، مخفف Raidió Teilifís Éireann) سازمان ملی پخش ایرلند است که خدمات رادیویی و تلویزیونی را در جمهوری ایرلند و به صورت آنلاین به سراسر جهان ارائه می‌دهد.
آر.تی. ای در سال ۱۹۲۶ تأسیس شد و به عنوان یکی از قدیمی‌ترین سازمان‌های پخش در اروپا شناخته می‌شود.

## خدمات آر.تی. ای (تلویزیون)
آر.تی. ای چهار کانال تلویزیونی زمینی را اداره می‌کند:
RTÉ One: کانال اصلی آر.تی. ای که برنامه‌های عمومی، اخبار، سرگرمی و ورزشی را پخش می‌کند.
RTÉ۲: کانال دوم آر.تی. ای که برنامه‌های تخصصی‌تر، از جمله برنامه‌های فرهنگی، آموزشی و مستند را پخش می‌کند.
RTÉjr: کانال کودک آر.تی. ای که برنامه‌های مخصوص کودکان و نوجوانان را پخش می‌کند.
TRTÉ: کانال یوتیوب آر.تی. ای که برنامه‌های آر.تی. ای را به صورت زنده و درخواستی به سراسر جهان پخش می‌کند.

## خدمات آر.تی. ای (رادیو)
آر.تی. ای همچنین ۹ ایستگاه رادیویی را اداره می‌کند:
RTÉ Radio 1: کانال اصلی رادیویی آر.تی. ای که برنامه‌های عمومی، اخبار، گفتگو و موسیقی را پخش می‌کند.
RTÉ 2fm: کانال دوم رادیویی آر.تی. ای که برنامه‌های موسیقی معاصر و اخبار ورزشی را پخش می‌کند.
RTÉ Lyric FM: کانال رادیویی آر.تی. ای که برنامه‌های موسیقی کلاسیک، جاز و اپرا را پخش می‌کند.
RTÉ Raidió na Gaeltachta: کانال رادیویی آر.تی. ای که برنامه‌های به زبان ایرلندی را پخش می‌کند.
RTÉ Radio 1 Extra: کانال رادیویی دیجیتالی آر.تی. ای که برنامه‌های تخصصی‌تر، از جمله برنامه‌های ورزشی، مذهبی و آموزشی را پخش می‌کند.
RTÉ 2XM: کانال رادیویی دیجیتالی آر.تی. ای که برنامه‌های موسیقی راک و آلترناتیو را پخش می‌کند.
RTÉ Gold: کانال رادیویی دیجیتالی آر.تی. ای که برنامه‌های نوستالژیک و موسیقی کلاسیک را پخش می‌کند.
RTÉ Junior: کانال رادیویی دیجیتالی آر.تی. ای که برنامه‌های مخصوص کودکان و نوجوانان را پخش می‌کند.

## مأموریت
مأموریت آر.تی. ای ارائه خدمات رادیویی و تلویزیونی با کیفیت بالا به مردم ایرلند است. آر.تی. ای متعهد به ارائه برنامه‌های متنوع و آموزنده است که به هویت و فرهنگ ایرلندی احترام می‌گذارد. این سازمان منبع اصلی اخبار و اطلاعات برای مردم ایرلند است و همچنین نقش مهمی در ترویج فرهنگ و هویت ایرلندی دارد.

## تأمین مالی
آر.تی. ای از طریق ترکیبی از حق لیسانس تلویزیون، تبلیغات و کمک‌های دولتی تأمین مالی می‌شود.